# Urlings

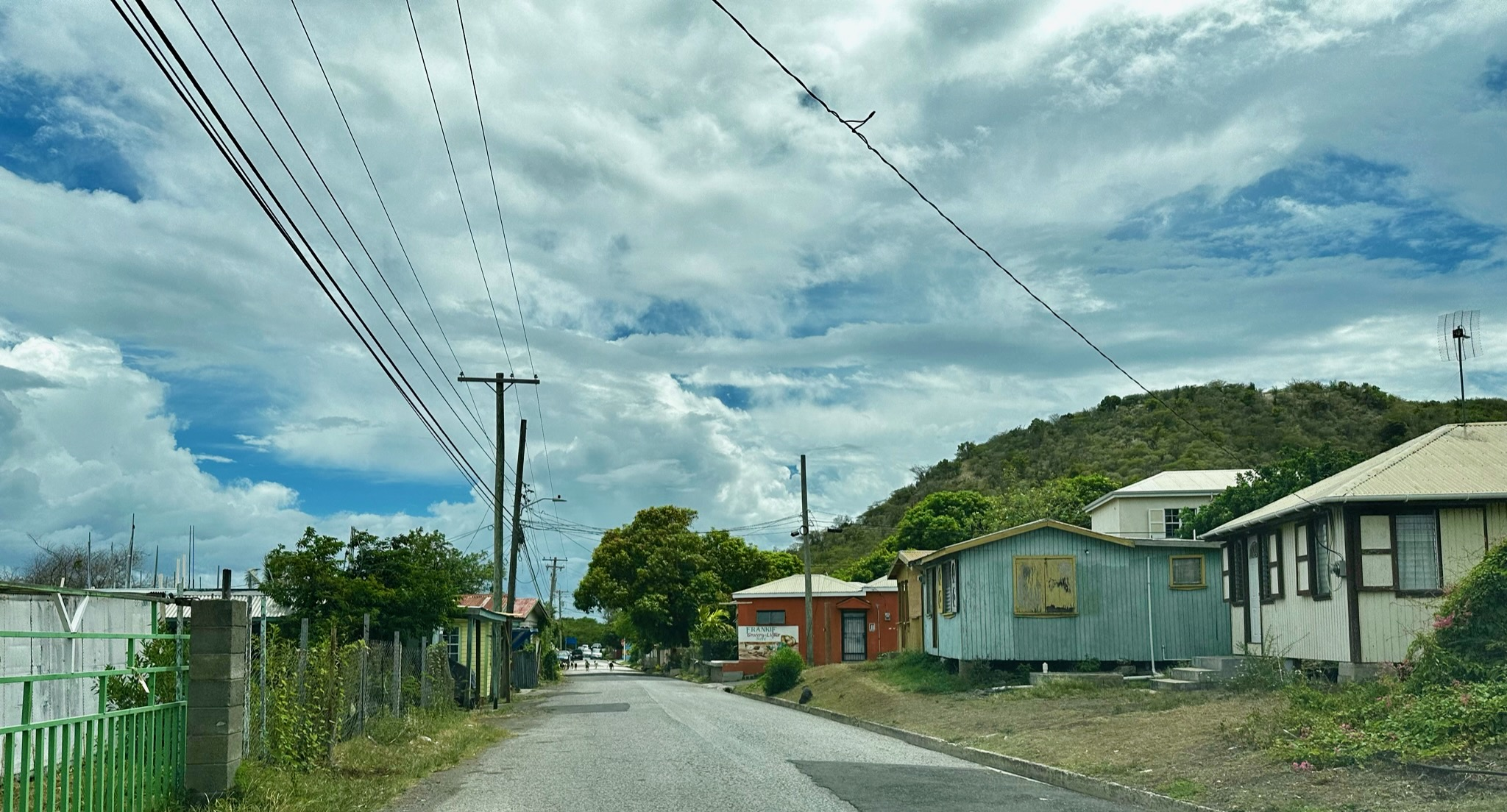
Saint Mary, Antigua

Urlings (auch: Glebe, Urlins) ist eine Siedlung in der Parish of Saint Mary an der Südküste der Insel Antigua, im Staat Antigua und Barbuda.

## Lage und Landschaft
Urlings liegt im Süden des Parish of Saint Mary an der Küste an der Cades Bay. Im Westen schließt sich Johnsons Point an und im Osten Cades Bay, die durch die Old Road (Valley Road) miteinander verbunden sind. Zur Volkszählung 2001 hatte Urlings 913 Einwohner.